# Riedelia bicolor
Riedelia bicolor är en tvåvingeart som beskrevs av Louis-Paul Mesnil 1942. Riedelia bicolor ingår i släktet Riedelia och familjen parasitflugor. Inga underarter finns listade i Catalogue of Life.